# Ceroctis trifurca
Ceroctis trifurca es una especie de coleóptero de la familia Meloidae.

## Distribución geográfica
Habita en Angola y Mozambique.